# Les Louves de Machecoul
Les Louves de Machecoul est un roman historique d'Alexandre Dumas, publié en 1858. Dumas écrit ce roman en collaboration avec Gaspard de Cherville.

## Résumé
Le récit se situe entre 1831 et 1832, après la Guerre de Vendée de la fin du XVIIIe siècle. Les deux « louves » sont les filles jumelles du marquis de Souday, Mary et Bertha. Le roman conte leurs amours mêlées d'histoire pendant l'insurrection vendéenne de 1832 menée par la duchesse de Berry.